# Raphaël d'Erlanger
Pour les articles homonymes, voir Erlanger.
Raphael von Erlanger est un homme politique et banquier prussien, né le 27 juin 1806 à Wetzlar (ville libre du  Saint-Empire) et mort le 30 janvier 1878 à Francfort-sur-le-Main (Empire allemand).

## Biographie
Issue d'une lignée de changeurs juifs établie depuis deux siècles sur la place financière de Francfort, à l'instar de la famille Rothschild, Raphaël d'Erlanger est le fils de Löb Moses, dit Ludwig Moritz Erlanger (1780–1857), né à Heddernheim, et de Jette Beer, dite Henriette Erlanger (1780–1856).
Raphaël Erlanger acquiert la Villa Leonhardi puis ouvre à Francfort sa propre banque en 1848. Dans les années 1850, il ouvre trois succursales : à Vienne, Paris et Londres. Le siège de la banque change de raison sociale en 1865 et devient « Erlanger & Söhne », au moment où ses fils entrent dans la société comme associés.
À la tête d'une fortune assez conséquente, devenu juif de cour, il est fait baron (barão) par le roi du Portugal, Pierre V, en 1859 et intégré à la noblesse de Saxe-Meiningen en novembre 1860. Il reçoit également le titre de baron (Freiherr von Erlanger) par l'Empire austro-hongrois, le 25 août 1871.
Marié en premières noces à Margarethe Helene Albert (1800-1834), le couple à trois enfants :
- Susanne Adolphine von Erlanger (1829–1843), épouse Franz Josef Carl Langenberger, associé à la banque familiale ;
- Frédéric Émile d'Erlanger (1832-1911) ;
- Wilhelm Hermann Carl von Erlanger (de) (1834-1909).

Après le décès de sa première épouse, il épouse en secondes noces Ida Maria Albert (1809–1889), dont il a deux enfants :
- Viktor Alexander von Erlanger (de) (1836-1898) ;
- Ludwig Gottlieb Friedrich von Erlanger (de) (1840-1894).